# Gambler Crew
La Gambler è una crew di b-boy di origine coreana formata nel 2002. La crew ha ottenuto grande fama per aver partecipato ad eventi internazionali di breakdance come: Battle of the Year (dove vince nel 2004 e nel 2009), R-16 Korea Sparkling nel 2008, Cyon B-boy Championships 2010, Red Bull BC One (dove venne rappresentata da B-boy The End nel 2006) e IBE insieme ad altri grandi eventi.

## Membri
- Park Ji-Hoon aka "Still" (6 maggio, 1984)
- Lee Jun-Hak aka "Soul Soy"  (22 marzo, 1984)
- Shin Kyu-Sang aka "Bruce Lee" (15 gennaio, 1985)
- So Jae-Hwan aka "King So"   (25 ottobre, 1983)
- Kim Yeon-Soo aka "The End"   (2 gennaio, 1987)
- Chung Hyun-Sik aka "Sick" (27 febbraio, 1981)
- Hong Sung-Sik aka "Noodle" (7 maggio, 1984)
- Hong Sung-Jin aka "Pop" (19 febbraio, 1986)
- Park Sun-Hak "SSUN" (8 gennaio, 1984)
- Cho Jae-Yung aka "Blast" (22 maggio, 1986)
- Lim Suk-Yong aka "Zesty" (15 marzo, 1988)
- Back Seung-Wan aka "Furious" (8 giugno, 1988)
- Choi Dong-Wook aka "Rush" (25 maggio, 1988)
- Jang Soo-Yong aka "Hound" (2 agosto, 1984)
- Park In-Soo aka "Kill" (11 novembre, 1992)